# Jinyu Nasu
Jinyu Nasu (那須 甚有 Nasu Jinyu?, Okayama, 20 de julio de 1999) es un futbolista japonés que juega como centrocampista en el Tsukuba FC.

## Trayectoria

### Clubes
| Club                    | País  | Año       |
| ----------------------- | ----- | --------- |
| Gainare Tottori         | Japón | 2018-2020 |
| Matsue City FC (cedido) | Japón | 2020      |
| Matsue City FC          | Japón | 2021      |
| FC Tokushima            | Japón | 2022-2023 |
| Nankatsu SC             | Japón | 2024      |
| Tsukuba FC              | Japón | 2025-     |